# Кавалойнш
Кавалойнш (порт. Cavalões; МФА: [kɐ.vɐ.ˈɫõjʃ]) — парафія в Португалії, у муніципалітеті Віла-Нова-де-Фамалікан. Розташована в північно-західній частині країни, на теренах історичної португальської провінції Дору-Міню. Входить до складу округу Брага. За адміністративним поділом, чинним до 1976 року, терени парафії були складовою провінції Міню. Належить до Бразької архідіоцезії Католицької церкви. Патрон — Мартин Турський. Площа — 5,4538 км². Населення — 1539 ос. (2011). Середньо урбанізований регіон. Густота населення — 282,19 осіб/км²
. Код — 031211.

## Населення
| Кількість мешканців | Кількість мешканців | Кількість мешканців | Кількість мешканців | Кількість мешканців | Кількість мешканців | Кількість мешканців | Кількість мешканців | Кількість мешканців | Кількість мешканців | Кількість мешканців | Кількість мешканців | Кількість мешканців | Кількість мешканців | Кількість мешканців |
| ------------------- | ------------------- | ------------------- | ------------------- | ------------------- | ------------------- | ------------------- | ------------------- | ------------------- | ------------------- | ------------------- | ------------------- | ------------------- | ------------------- | ------------------- |
| 1864                | 1878                | 1890                | 1900                | 1911                | 1920                | 1930                | 1940                | 1950                | 1960                | 1970                | 1981                | 1991                | 2001                | 2011                |
| 473                 | 562                 | 538                 | 434                 | 640                 | 474                 | 497                 | 567                 | 651                 | 701                 | 715                 | 990                 | 1 240               | 1 465               | 1 539               |